# Једрилица (чамац)
Једрилица је брод који се креће по води помоћу једара. Овај појам обухвата различите типове објеката за пловидбу од даске за једрење па све до већих једрилица које подсећају на праве мање бродове.

## Историја једрилице
Историја једрилице сеже до ратних, трговачких и туристичких бродова. Од транспорта камена за потребе градње нпр. египатских пирамида у старом веку па до чувених поморских битака управљање оваквим пловилом је била важна, чак и пресудна вештина. У модерно време једрилице се углавном користе за забаву и рекреацију, а данас је такође једрење постало веома популаран спорт у модерном друштву. Многи љубитељи овог спорта упоређују осећај једрења са осећајем слободе.

## Опис једрилице
Једрилица, без обзира на величину има 4 основна дела: труп, једро, пераје и кормило. Сваки од обих делова једрилице имају посебну улогу у пловидби, односно омогућују кретање водом у одређеном смеру. Рад једног од ових делова утиче и на друге, и та њихова повезаност одређује сам карактер брода.
Труп представља основу за учвршћивање јарбола са једром, пераје и кормила. Оно што је најбитније за његов облик јесте то да његов облик мора омогућити лагано кретање кроз воду без обзира на нагнутост брода. Мора бити лаган и чврст, што значи да мора бити изграђен од квалитетних материјала као што су дрво, стаклопластика и метал. У састав трупа улазе и ваздушне коморе које обезбеђују сигурно плутање.
Једра дају основну потисну снагу броду. Израђена су од закривљених делова пластичног платна које се зове дакрон, који даје највећи потисак уз најмањи отпор. Једра се деле у две групе; она што се користе за покретање брода (главно једро и флок) и она за повећање брзине (спинакер и ђенова).
Пераје је део једрилице који се налази на средини доње површине трупа, а основна улога му је да спречи нагињање брода. Веће једрилице имају фиксирано пераје са уграђеним баластом, док мање имају пераје које се подиже и спушта кроз дно трупа.
Кормило има две улоге а то су; да контролише смер пловидбе и да смањи бочно клизање брода. Састоји се из три дела а то су лист, рудер и оков који повезује ова два дела.

## Посада на једрилици
У зависности од величине једрилице мења се и број посаде. Основни члан посаде је кормилар, а остатак посаде чине морнари. Кормилар управља обим објектом и даје наредбе морнарима, а такође их обавештава о свакој промени смера пловидбе. Он седи у крменом делу једрилице и рукује кормилом и шкотом главног једра. Што се морнара тиче, он седи напред (средњи део) управљајући перајем. Поред тога морнар извршава и подешавање једра. Заједничке улоге посаде на једрилици су осматрање простора и балансирање на једрилици. Поред основне опреме која се налази причвршћена за једрилицу, чланови посаде морају имати следећи прибор; кофу, сунђер, канапе за вез, сидро, карте и резервну одећу. Једриличари су често изложени лошим временским условима, па је због тога јако битна заштита њиховог тела. Основна заштита подразумева два слоја одеће; први слој спречава губитак телесне температуре (памучне мајице), други штити од ветра и воде, а треба да буде израђен од непромочивог материјала. Обавезну сигурносну опрему коју сваки члан посаде на једрилицама мора да има је појас за спасавање.

## Врсте једрилица
Једрилице захтевају поседовање великог искуства и способност навигације. Већина ових бродова су доступни за чартер без посаде. Једрилице се могу класификовати по разним критеријумима као што су: по врсти конструкцији трупа (једнотрупне, катамаране, тримаране), по конфигурацији једара (слуп, кеч, кетбоут итд...) по намени (за крстарење, за трке и за спорт), броју и изгледу јарбола, распореду једара итд...
Слуп је једрилица која има два једра, главно и предње једро, прикладних за једрење помоћу ветра. Стабилност ове врсте једрилице зависи од саме ширине брода.
Једрилице за туристичка крстарење имају више ширине од осталих типова једрилица. Такође једна од главних разлика између једрилица за крстарење и осталих једрилица је и та да су прве знатно дуже од осталих. Дужина им у просеку износи 25 стопа (шест метара)